# Eduard Ferrand

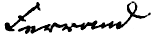
Unterschrift von Eduard Ferrand

Eduard Ferrand (Pseudonym für Eduard Schulz; * Januar 1813 in Landsberg an der Warthe; † 23. Oktober 1842 in Berlin) war ein deutscher Lyriker.

## Leben
Nach dem Tod seines Vaters zog Ferrand 1825 mit seiner Mutter nach Berlin, wo er auch studierte. 1831 veröffentlichte er erstmals Gedichte in der Berliner Zeitung Der Freimüthige. Später erschienen seine Werke unter dem Pseudonym Tybald in der satirischen Zeitschrift Figaro und in verschiedenen Gedichtbänden.
Ferrand gehörte zusammen mit Ferdinand Brunold und anderen zu den Gründern des Vereins der jüngeren Berliner Dichter. Er war ein Freund des Schriftstellers Friedrich von Sallet.

## Werke (Auswahl)
- Gedichte, Berlin 1834 (Neue Sammlung 1835)
- Nachklänge, Berlin 1834
- Novellen, Berlin 1835
- Lyrisches, Berlin 1839
- Erlebnisse des Herzens, Berlin 1839